# أورلاندو لينزا
أورلاندو لينزا (1 يوليو 1930 - 11 مارس 2021) كان ثاني بورتوريكو يصل إلى رتبة لواء (نجمتين جنرال) في القوات الجوية للولايات المتحدة. خدم لينزا كقائد للحرس الوطني الجوي لبورتوريكو.